# Grande Aliança de Todos os Progressistas
A Grande Aliança de Todos os Progressistas (em inglês: All Progressives Grand Alliance), também conhecido pelo acrônimo APGA, é um partido político progressista da Nigéria fundado em 12 de abril de 2003. Apesar de minoritário, consiste hoje na terceira força política do país, contando com representantes em todas as esferas de poder do país.

## Histórico
Nas eleições gerais de 2003, o partido conquistou 1,4% dos votos válidos, elegendo 2 deputados para a Câmara dos Representantes. Por sua vez, seu candidato na eleição presidencial, Chukwuemeka Odumegwu Ojukwu, obteve somente 3,29% dos votos e não foi eleito. 
Nas eleições regionais de 2011, o líder da APGA Rochas Okorocha foi eleito governador do estado de Imoapós vencer Ikedi Ohakim, do majoritário Partido Democrático do Povo (PDP). Outro candidato da APGA logrou eleger-se governador do estado de Anambra, um feito histórico para o partido.
O partido experimentou um crescimento notável durante as eleições gerais de 2019, pois elegeu 4 deputados na Câmara dos Representantes e 1 senador no Senado da Nigéria, passando a contar com representação na câmara alta do país.

### Cisão interna
Em 6 de fevereiro de 2013, uma ala do partido fundiu-se com outros partidos minoritários para formar o Congresso de Todos os Progressistas (APC), atualmente um dos 2 partidos majoritários do país.

### Conflitos internos
Após uma longa batalha interna pela liderança do partido travada entre Edozie Njoku e Victor Oye, o Comitê Executivo Nacional da APGA suspendeu as filiações de ambos e nomeou o vice-presidente South Jude Okeke como presidente interino em junho de 2021. Entretanto, Oye continuou a controlar grande parte dos diretórios estaduais do partido e autointitulou-se como presidente legítimo, o que foi referendado pela Suprema Corte da Nigéria em julgamento realizado em outubro de 2021.

## Resultados eleitorais

### Eleições presidenciais
| Eleição | Candidato                   | Votos válidos | %            | Situação     |
| ------- | --------------------------- | ------------- | ------------ | ------------ |
| 2003    | Chukwuemeka Odumegwu Ojukwu | 1 297 445     | 3,29%        | Não eleito   |
| 2007    | Chukwuemeka Odumegwu Ojukwu | 155 947       | 0,44%        | Não eleito   |
| 2011    | Não disputou                | Não disputou  | Não disputou | Não disputou |
| 2015    | Não disputou                | Não disputou  | Não disputou | Não disputou |
| 2019    | Gbor John Wilson Terwase    | 66 851        | 0,24%        | Não eleito   |

### Eleições legislativas
| Eleição | Senado da Nigéria     | Senado da Nigéria     | Senado da Nigéria | Senado da Nigéria | Câmara dos Representantes | Câmara dos Representantes | Câmara dos Representantes | Câmara dos Representantes |
| Eleição | Votos válidos         | %                     | Assentos          | +/-               | Votos válidos             | %                         | Assentos                  | +/-                       |
| ------- | --------------------- | --------------------- | ----------------- | ----------------- | ------------------------- | ------------------------- | ------------------------- | ------------------------- |
| 2003    | 429 073               | 1,48%                 | 0 / 109           | Novo              | 397 147                   | 1,36%                     | 2 / 360                   | Novo                      |
| 2007    | Dados não encontrados | Dados não encontrados | 0 / 109           | 0                 | Dados não encontrados     | Dados não encontrados     | 0 / 360                   | 2                         |
| 2011    | Dados não encontrados | Dados não encontrados | 1 / 109           | 1                 | 487 753                   | 1,71%                     | 7 / 360                   | 7                         |
| 2015    | Dados não encontrados | Dados não encontrados | 1 / 109           | 0                 | 270 775                   | 1,39%                     | 5 / 360                   | 2                         |
| 2019    | Não disputou          | Não disputou          | 1 / 109           | 0                 | 313 342                   | 2,50%                     | 5 / 360                   | 0                         |